# Maksym Mazuryk
Maksim anatolijovytj Mazuryk (ukrainska: Максим Анатолійович Мазурик) född den 2 april 1983 i Donetsk i Ukrainska SSR i Sovjetunionen (nu Ukraina), är en ukrainsk friidrottare som tävlar i stavhopp.
Mazuryks genombrott kom när han 2002 blev världsmästare för juniorer efter att ha klarat höjden 5,55 meter. Vid EM i Göteborg 2006 var han med i finalen och slutade på en åttonde plats efter att ha klarat 5,50.
Han deltog även vid VM i Osaka 2007 där hans 5,76 bara räckte till en elfte plats. Vid VM inomhus 2008 slutade han sexa efter att ha klarat 5,70.
Mazuryk deltog vid Olympiska sommarspelen 2008 men väl där klarade han inte kvalhöjden. Året avslutade han emellertid med att bli trea vid IAAF World Athletics Final i Stuttgart med ett hopp på 5,60 meter.
Han deltog vid VM 2009 i Berlin där han slutade på fjärde plats efter att ha klarat 5,75 meter. Han avslutade friidrottsåret med att vinna IAAF World Athletics Final 2009 efter att ha klarat 5,70 meter. 

## Personliga rekord
- Stavhopp - 5,82 meter från 2008